# Runge (Texas)
Runge é uma cidade  localizada no estado norte-americano do Texas, no Condado de Karnes.

## Demografia
Segundo o censo norte-americano de 2000, a sua população era de 1080 habitantes.
Em 2006, foi estimada uma população de 1079, um decréscimo de 1 (-0.1%).

## Geografia
De acordo com o United States Census Bureau tem uma área de
3,0 km², dos quais 3,0 km² cobertos por terra e 0,0 km² cobertos por água. Runge localiza-se a aproximadamente 95 m acima do nível do mar.

## Localidades na vizinhança
O diagrama seguinte representa as localidades num raio de 32 km ao redor de Runge.